# Ola Waldén
Ola Hansson Waldén, född 23 februari 1869 i Åsums församling, Malmöhus län, död 9 juni 1944 i Landskrona församling, Malmöhus län, var en svensk lärare, kommunalman och socialdemokratisk riksdagsledamot.

## Lärare
Waldén tog folkskollärarexamen i Lund 1889, blev ordinarie folkskollärare i Landskrona 1898. Han var lärare vid Nääs sommarkurser 1904–1910. 

## Riksdagsledamot
Waldén var 1909–1911 ledamot av andra kammaren för Landskrona, 1912–februari 1917 för Helsingborg, Landskrona och Lund, satt 1917 (från februari) i första kammaren för Göteborgs stad, men återinträdde 1918 i andra kammaren, som han tillhörde (sedan 1922 för Malmö, Helsingborg, Landskrona och Lund) till och med 1924, då han avböjde återval. Waldén var ledamot av konstitutionsutskottet 1914 (andra lagtima riksdagen)–februari 1917, ledamot av särskilt utskott 1917 samt ledamot av statsutskottet 1918–1924.

## Kommunal- och landstingspolitiker
Waldén var sedan 1910 ledamot av Malmöhus läns landsting och sedan 1919 stadsfullmäktiges ordförande i Landskrona. Sedan 1924 var han direktör i Landskrona utminuterings- och utskänkningsbolag.